# 迪维索波利斯
迪维索波利斯是巴西米纳斯吉拉斯州的一个市镇。总面积566.07平方公里，总人口7852人，人口密度13.9人/平方公里。